# بایزید مردوخی

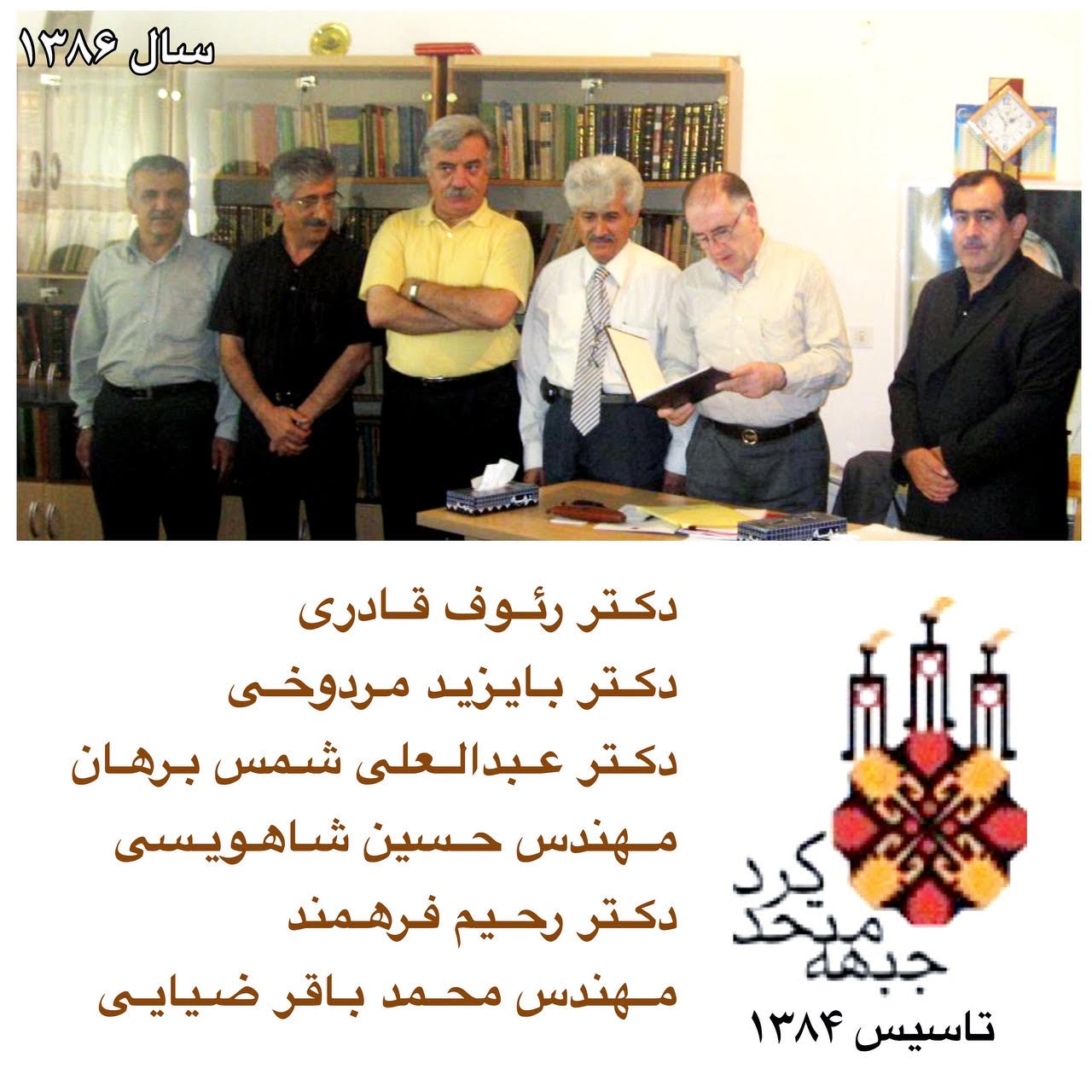
شورای مرکزی جبهه متحد کرد پس از درگذشت دبیر کل (بهاالدین ادب) -محمدرئوف قادری -بایزید مردوخی - عبدالعلی شمس برهان - رحیم فرهمند - محمد باقر ضیایی -

بایزید مردوخی (متولد ۱۳۲۱) اقتصاددان و پیشکسوت برنامه‌ریزی توسعه در ایران است و در دانشگاه تهران در رشته اقتصاد فارغ‌التحصیل شد. سپس با کمک سازمان برنامه به دانشگاه مریلند در آمریکا رفت و دوره مدیریت عالی اقتصاد را گذراند. او همچنین در دانشگاه تهران دوره دکترای اقتصاد را ادامه داد و در دانشکده‌های مختلف به تدریس پرداخت.
بایزید مردوخی در طول عمر حرفه‌ای خود، مسئولیت‌های مختلفی مانند مشاور سیاست‌گذاری و توسعه را در سازمان وزارت کار و دیگر سمت هارا در برنامه و بودجه، ریاست جمهوری و استانداری کردستان بر عهده داشت. او به عنوان دبیر هیئت امنای حساب ذخیره ارزی، توانست ۲۴ میلیارد دلار ذخیره ارزی برای کشور تأمین کند و با ۹ میلیارد دلار سرمایه‌گذاری به‌جا، رشد ۱۰ و ۱۲ درصدی اقتصادی را رقم بزند. وی همچنین از تدوین کنندگان سند چشم‌انداز ۱۴۰۴ ایران ساله بود.
وی از اعضای موسس جبهه متحد کرد است.